# JJ (певец)
Йоханнес Пич (нем. Johannes Pietsch, род. 29 апреля 2001, Вена), также известен под сценическим псевдонимом JJ — австрийский певец и автор песен. Победитель конкурса песни «Евровидение-2025» с песней «Wasted Love».

## Ранняя жизнь
Пич родился в Вене в семье австрийского ИТ-специалиста и филиппинского повара и вырос в Дубае, где его отец владел компанией. Однако уже в 2016 году семья вернулась назад в Австрию.
Учился в оперной школе при Венской государственной опере и Венском университете музыки и искусства.

## Карьера
В 2020 году Пич принял участие в девятом сезоне The Voice UK («Голос Великобритании»), поскольку до этого пропустил срок подачи заявки на The Voice of Germany («Голос Германии»). С помощью своего наставника will.i.am он дошёл до раунда «нокаутов».
В следующем году он участвовал в пятом сезоне австрийского шоу Starmania, где дошёл до первого финального выпуска.

### Евровидение
30 января 2025 года песня «Wasted Love» в исполнении Пича под сценическим псевдонимом JJ была объявлена ORF австрийской заявкой на конкурс песни «Евровидение-2025» во время радиошоу Ö3-Wecker, которое транслировалось на Ö3. «Wasted Love» была выпущена 6 марта 2025 года.
По его собственным словам, перед началом конкурса он получил множество советов от Кончиты Вурст — победителя «Евровидения-2014».
17 мая 2025 JJ победил на конкурсе «Евровидение» с песней «Wasted Love», набрав 436 баллов.

## Музыкальный стиль
Музыкальный стиль Пича сочетает в себе элементы оперы и поп-музыки. Как контратенор типа «сопрано» с диапазоном, достигающим высоких сопрано-высот, он исследует оба жанра посредством интенсивного и экспрессивного вокального и интерпретационного подхода.
Среди своих любимых исполнителей JJ упоминал российскую оперную певицу Анну Нетребко, а также поп-див Мэрайю Кэри, Уитни Хьюстон и Селин Дион.

## Личная жизнь
Помимо родного немецкого языка, Пич также владеет английским, французским и тагальским языками.
Самоидентифицирует себя квиром. После победы на «Евровидении» Пич рассказал, что у него есть парень, который живёт в Вене.